# 花木町
花木町（はなのきちょう）是鹿儿岛县薩摩川內市的城鎮。郵政編號為895-0064。人口為329人，户數165户（截至2015年10月1日）。境內有川內川。花木町原本是宮內町的一部分。1965年4月1日，花木町正式設立。